# Schulauer Hafen

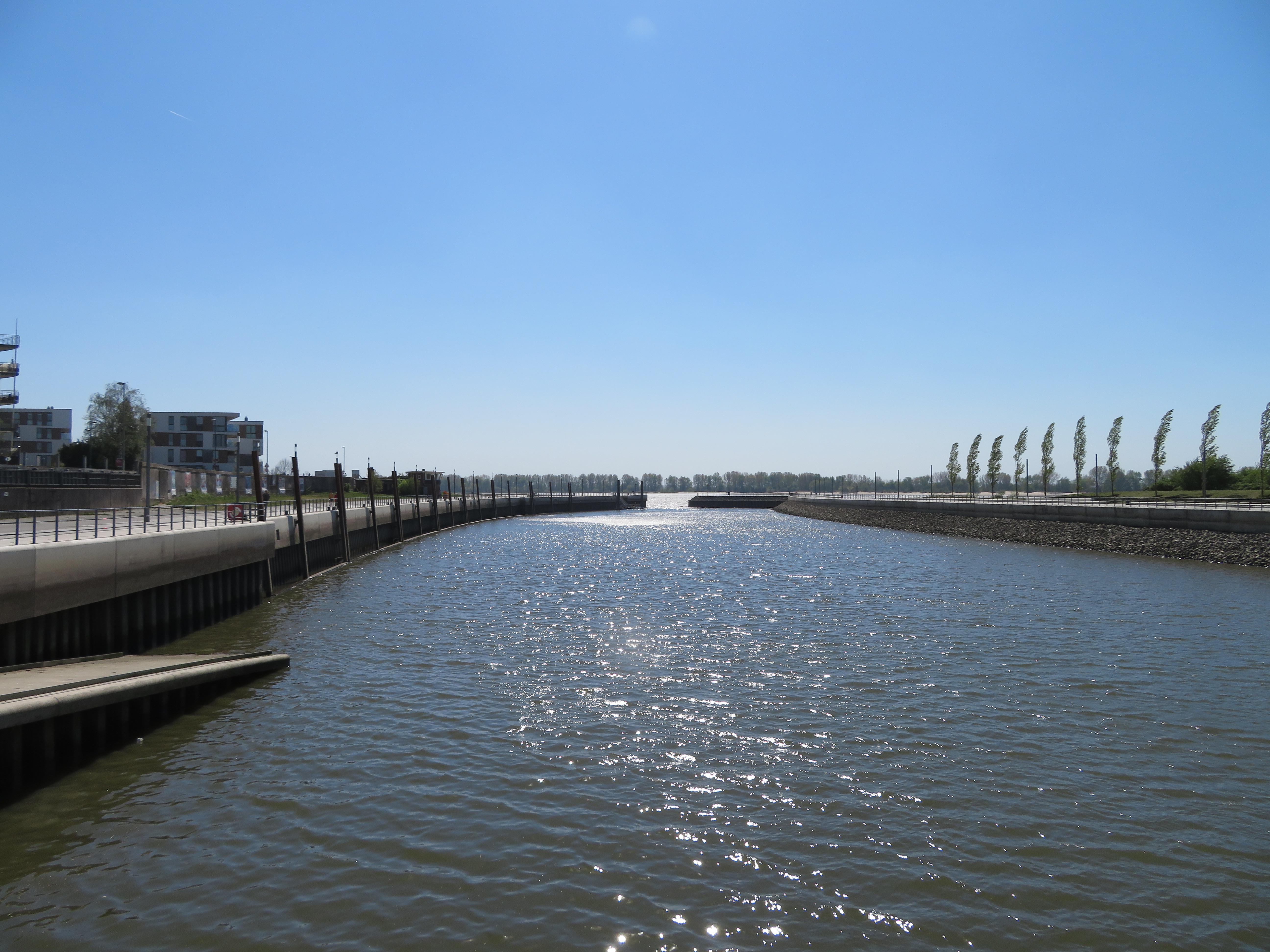
Blick über das Hafenbecken, im Vordergrund links die Slipanlage

Der Schulauer Hafen ist ein Elbhafen in Wedel. Er befindet sich zwischen der Schiffsbegrüßungsanlage Willkomm Höft und dem Hamburger Yachthafen. Der Schulauer Hafen soll zum Teil der „maritimen Meile“ der Stadt Wedel umgestaltet werden.

## Geschichte
Der Schulauer Hafen wurde in den Jahren 1898/99 an der Einmündung des Liethflusses in Schulau eingerichtet. Er wurde zunächst als Schutz- und Fischereihafen angelegt. Die Gemeinde Schulau versprach damals, ein Viertel der jährlich anfallenden Unterhaltungskosten des Hafens zu übernehmen.
Nachdem Schulau nach Wedel eingemeindet worden war, musste diese Stadt als Rechtsnachfolgerin den Vertrag erfüllen, was insofern problematisch war, als Wedel keinen Einfluss auf Nutzung und Gestaltung der Anlage hatte. Die Landesverwaltung machte den Schulauer Hafen zum Umschlagsort für Kies und zur Bunkerstation für Öl, was die Attraktivität der Umgebung nicht gerade steigerte. Ein Mietvertrag mit der Firma Herbert Heidorn für den Kiesumschlagplatz mit Kies-Silo und Kran bestand von 1959 bis 1985.
Nach der Auflösung des Staates Preußen wurden die preußischen Häfen Eigentum des Landes Schleswig-Holstein. 1947 hätte Wedel das Gelände vom Land übernehmen bzw. Miteigentümerin werden können, machte damals aber keinen Gebrauch von dieser Möglichkeit. Zu dieser Zeit wurde der Hafen im Winter noch als Liegeplatz für 30 bis 35 Fracht- und Fischereifahrzeuge genutzt und brachte dadurch etwas Geld ein.
1962 wurden Szenen des Spielfilms Die Eingeschlossenen von Altona im Schulauer Hafen gedreht und 1974 diente der Hafen als Drehort für Teile von Die Akte Odessa.
Wedel hatte immer wieder mit Bedrohungen durch Hochwasser zu kämpfen. Daher wurde 1974 ein Sommerdeich entlang der Schulauer Straße errichtet, der unter anderem die 1971 gebaute Feuerwache schützen sollte. Der Sturmflut vom Januar 1976 war dieser Deich aber nicht gewachsen. Im Oktober 1978 wurde der Landschaftsschutzdeich fertiggestellt, 1979 wurde mit dem Bau einer Hochwasserschutzanlage am Schulauer Hafen begonnen.
Nachdem aus dem Schutz- und Fischerei- ein Freizeithafen geworden war, versuchte das Land etwa ab 1974, den Hafen abzustoßen. Doch die Ratsversammlung der Stadt Wedel lehnte mehrmals die Übernahme des Schulauer Hafens ab. Erst 1984, nachdem Schleswig-Holstein die Schließung des Hafens angedroht und eine Sanierungsentschädigung angeboten hatte, beschloss die Ratsversammlung die Übernahme des Hafens. Seit dem 27. November 1986 ist die Stadt Wedel Eigentümerin des Hafens. Er wurde sofort an den Segelverein Wedel-Schulau verpachtet. 1988 feierte dieser Verein nach diversen Sanierungsarbeiten die Hafeneinweihung. Hafen und Hafengebiet sollten zu Beginn des 21. Jahrhunderts aufgewertet werden. 2006 gab es einen städtebaulichen Wettbewerb zum Thema „Schulauer Hafen“, danach wurde ein Rahmen- und schließlich ein Ausführungsplan erstellt.
Im Jahr 2011 wurde der neue Anleger am Willkomm Höft eingeweiht, 2013 begann offiziell der Umbau des Schulauer Hafens und 2015 wurde der neue Hafen eröffnet. Das auch bei Niedrigwasser nutzbare Hafenbecken wurde verkürzt und verbreitert. Es soll Platz für etwa 126 Sportboote an schwimmenden Steganlagen und eine Anlegemöglichkeit für kleinere Traditionsschiffe bieten. Die westliche Hafenkante wurde komplett umgestaltet und mit einer Böschung mit aufgesetzter Winkelstützwand versehen. Die gesamte Hafenkante ist für Besucher zugänglich.

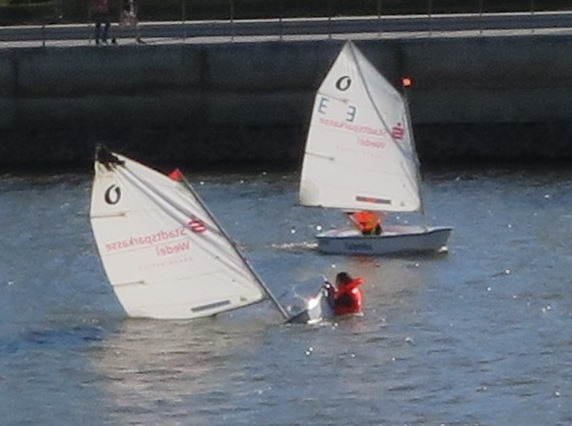
Ein im Hafenbecken gekenterter Optimist mit Schlickspuren am Segel

An der Ostseite wurde eine begehbare Quermole angelegt, durch die das Einströmen von Sedimenten sowie der Wellenschlag im Hafen reduziert werden sollte. Allerdings zeigte sich bald, dass in Wedel nach wie vor das Problem der Verschlickung besteht. 2017 ging man bereits davon aus, dass das Hafenbecken jährlich ausgebaggert werden muss. Die 25 000 Kubikmeter Schlick, die 2016 beseitigt werden mussten, gingen zum Teil noch auf den Umbau des Hafenbeckens zurück, doch auch im Jahr 2018 mussten etwa 20 000 Kubikmeter Schlick statt der prognostizierten 15 000 aus dem Hafenbecken gebaggert werden. Auch die benachbarte Schiffsbegrüßungsanlage muss regelmäßig von den Sedimenten befreit werden, da der Ponton nicht, wie man gehofft hatte, durch die Strömung der Elbe freigespült wird. Der Ponton muss jeweils eingeschleppt werden, damit der Schlick unter dem Anleger weggespült werden kann. Dies bedeutet jedes Mal eine Unterbrechung des Fährbetriebs zwischen Schulau und Lühe.
Weitere Probleme des Schulauer Hafens wurden in einem Fernsehbeitrag 2017 benannt: Bauelemente der neu errichteten Mole hatten sich gesenkt und zumindest bis zu diesem Zeitpunkt hatte sich auch noch kein neuer Betreiber für den Hafen gefunden. Umstritten waren 2017 noch die Ausstattung der ohnehin sanierungsbedürftigen Flutschutzmauer am Hafen mit Glaselementen und der eigentlich schon beschlossene Abriss des alten Hafenmeisterhauses. Die FDP-Fraktionsvorsitzende Renate Koschorrek argumentierte damals gegen den Abriss und Neubau: „Eine rekonstruierte Identität gibt es eben nicht. Es geht darum, ein kleines Stück Wedeler Geschichte zu erhalten.“ Auch die Grünen waren für den Erhalt des Hafenmeisterhauses, und der Fraktionschef der Linken Detlef Murphy bezeichnete den Bau als „das letzte Stück Originalität in einem doch eher austauschbaren Hafen“. Das Hafenmeisterhaus wurde 2020 abgerissen und soll bis 2023 "gleich aussehend wieder errichtet" werden.

## Bilder

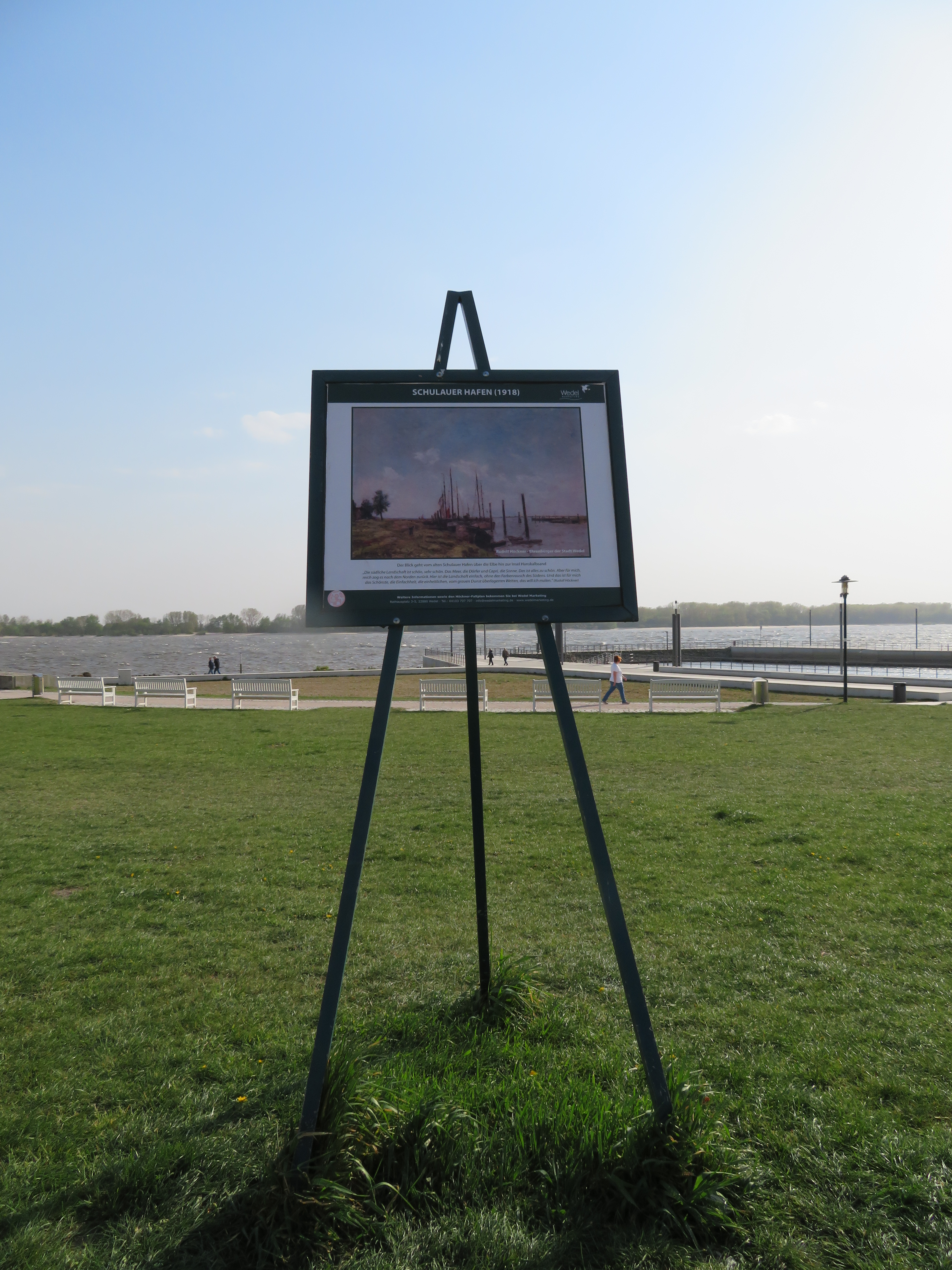
Rudolf Höckner malte 1918 den alten Schulauer Hafen.
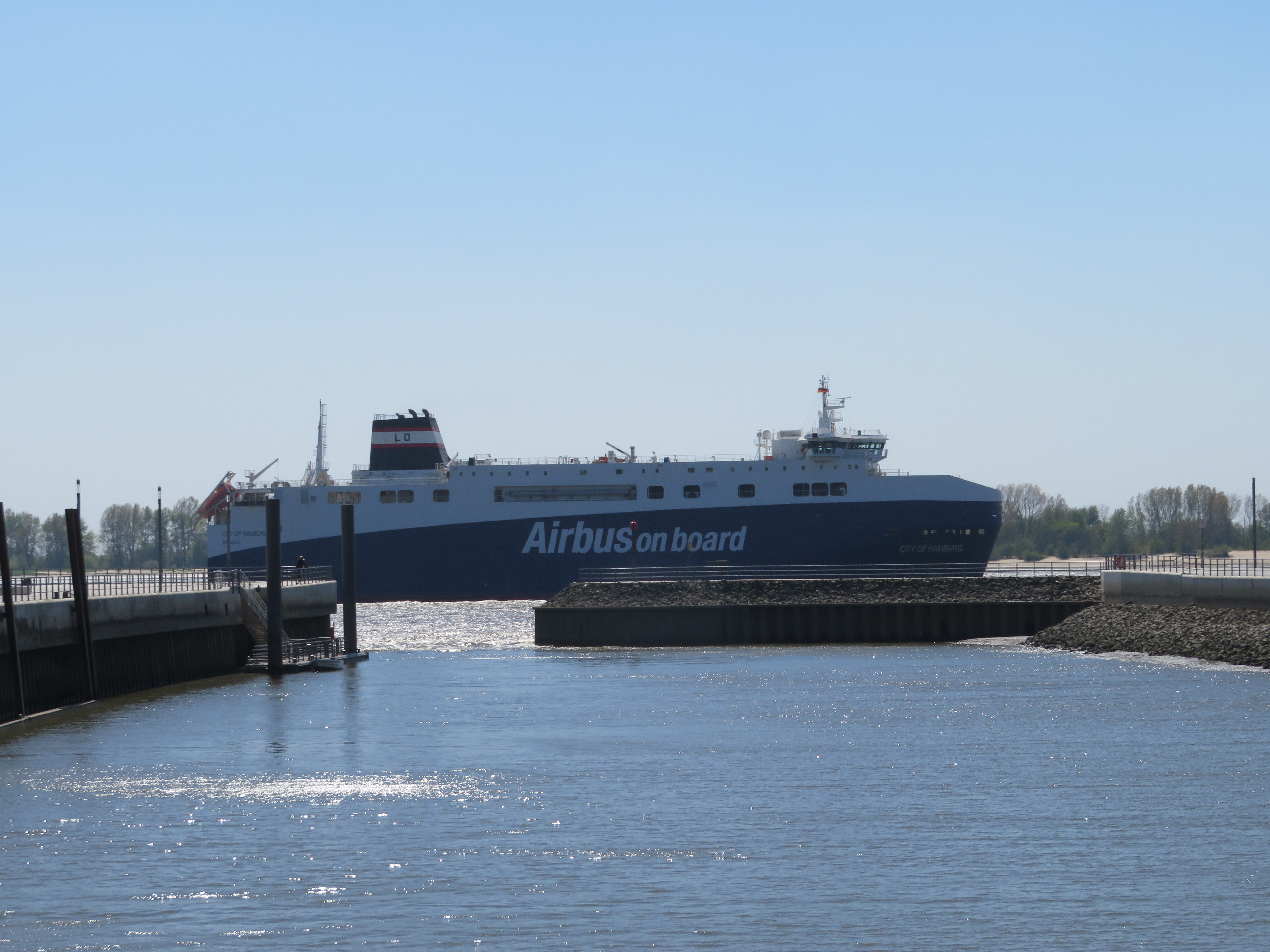
Hafeneinfahrt. Auf der Elbe fährt die City of Hamburg.
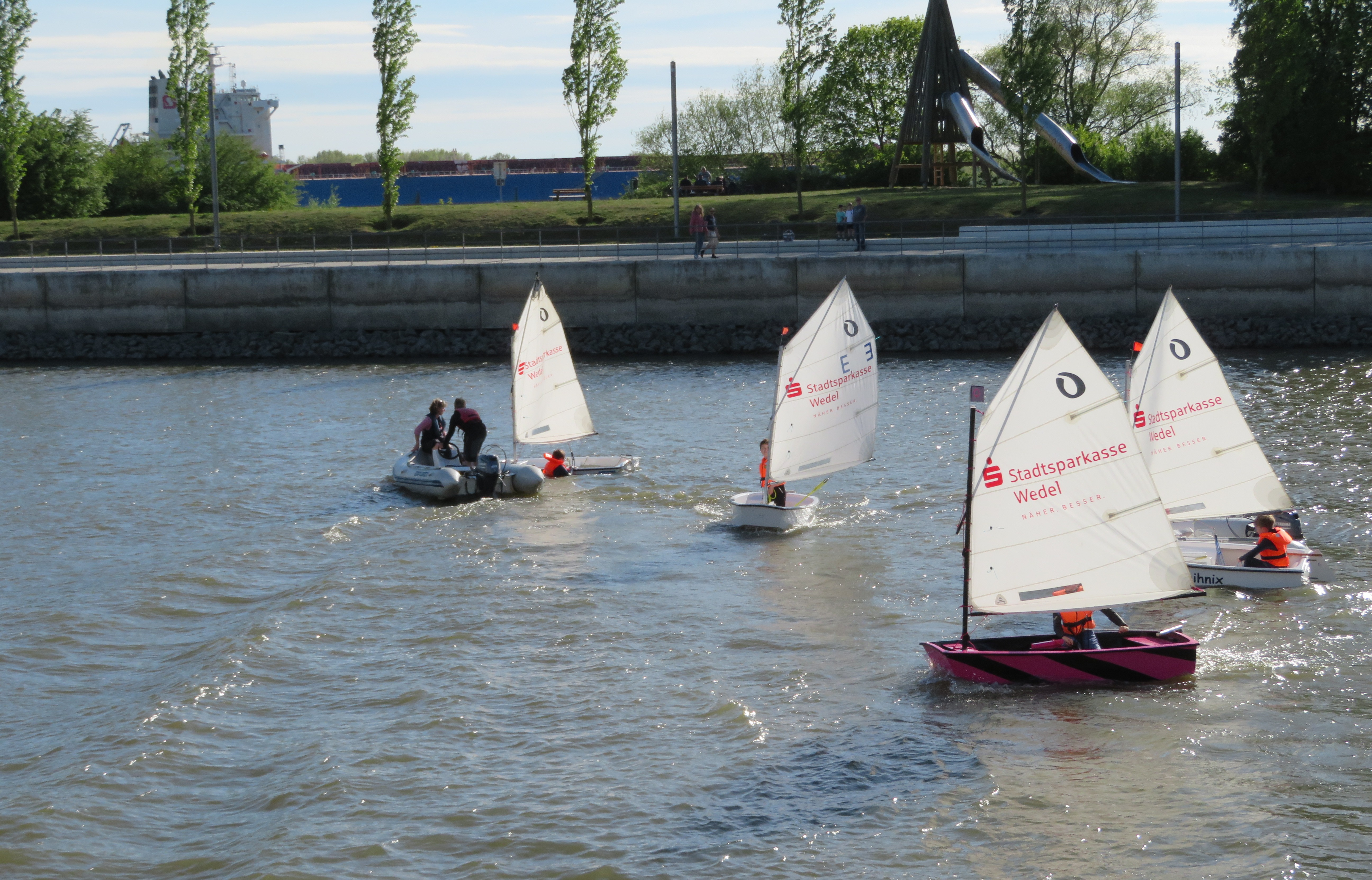
Das Hafenbecken wird für Segelkurse genutzt.
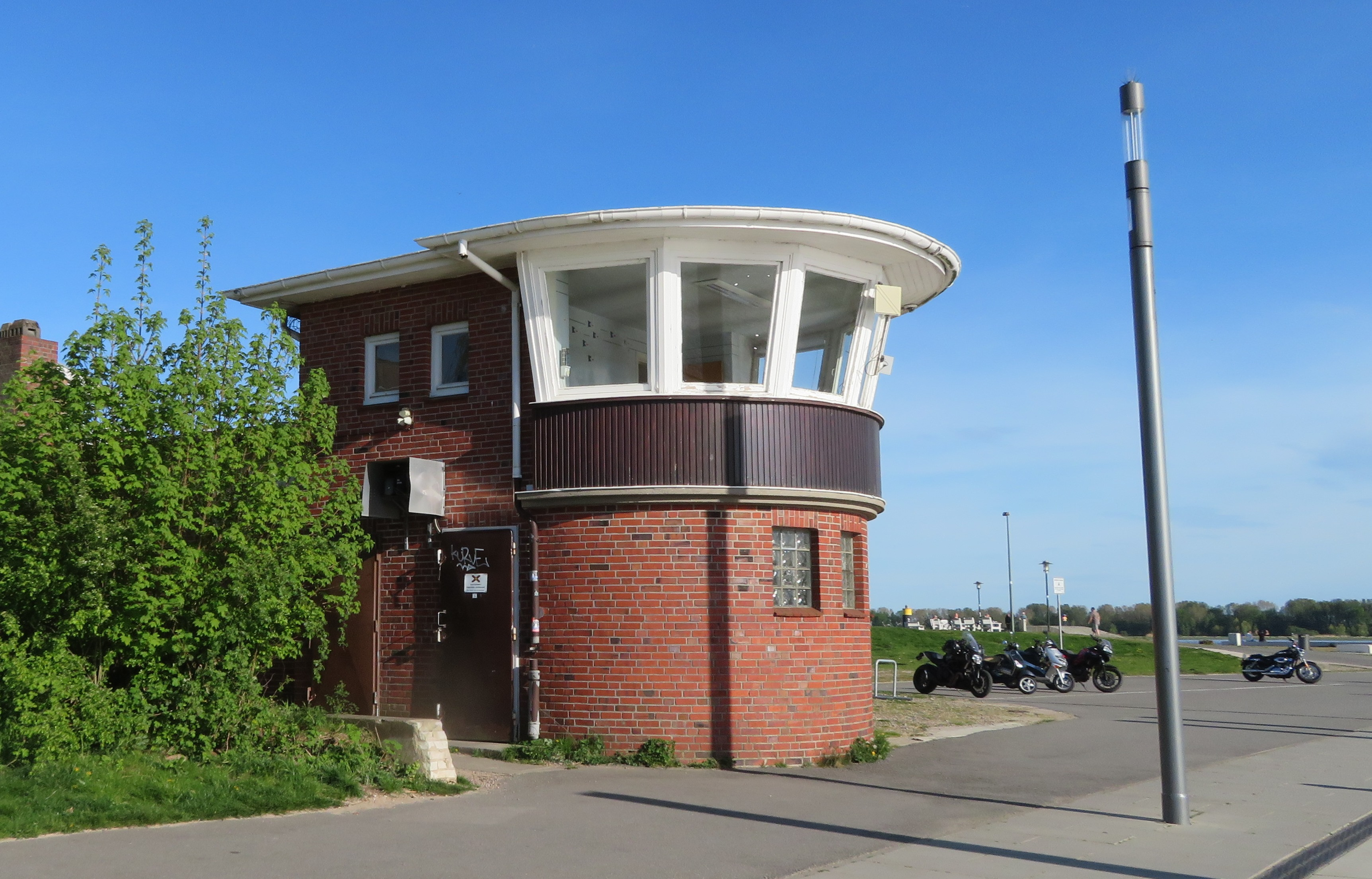
Das alte Hafenmeisterhaus
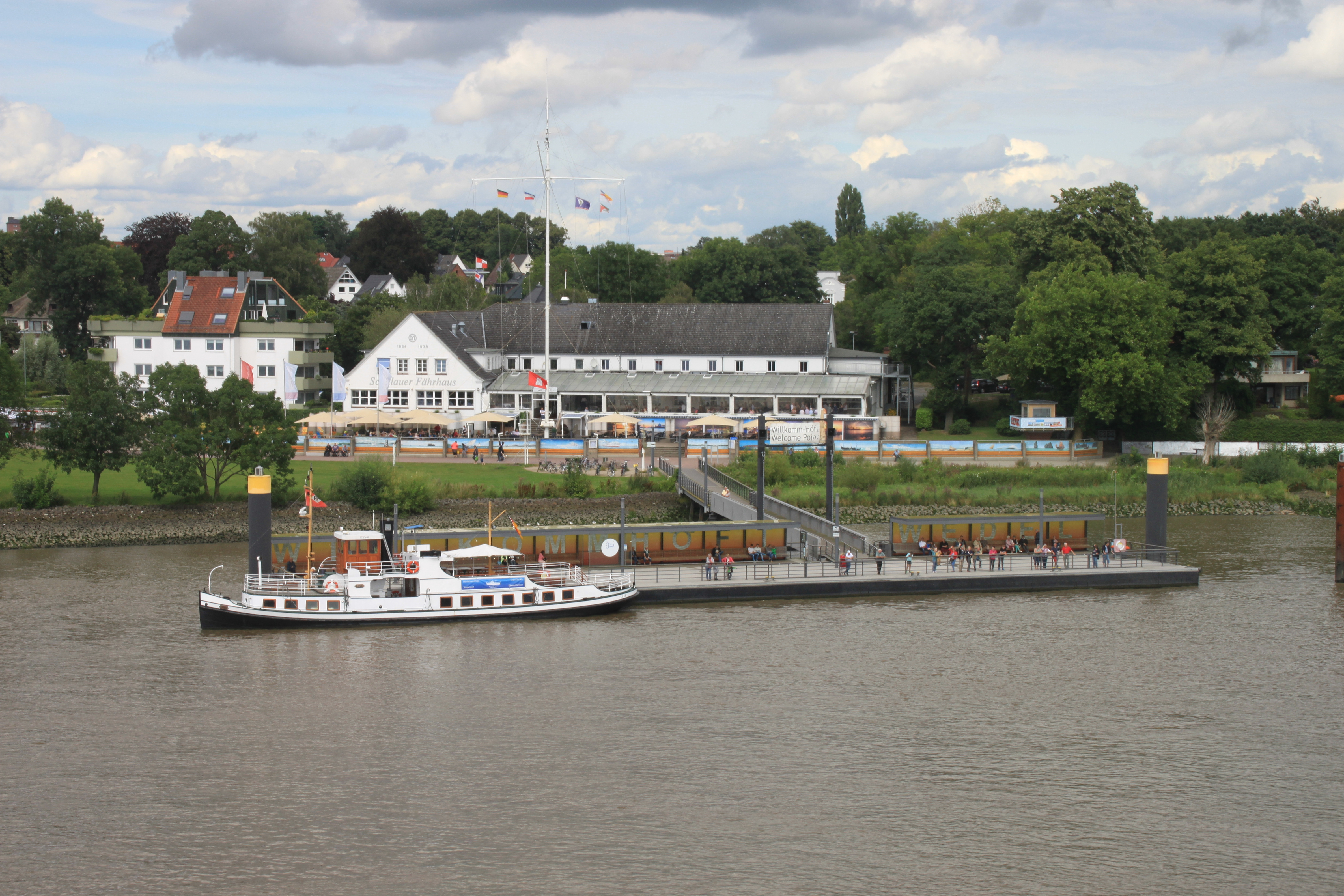
Der Ponton vor dem Schulauer Fährhaus mit der historischen Fähre Lühe
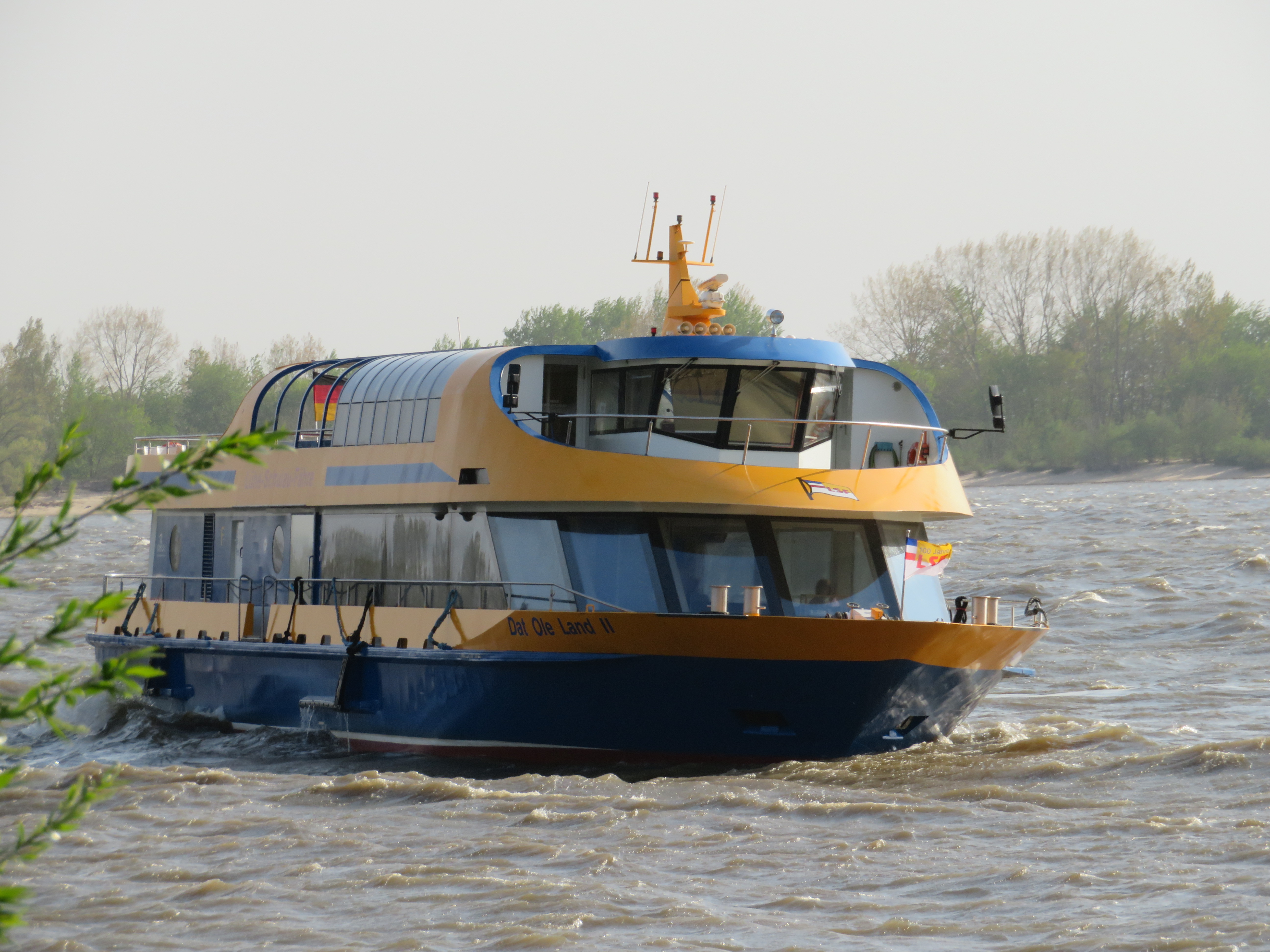
Die aktuelle Fähre Dat Ole Land II auf der Anfahrt zum Ponton